# Laughter
Laughter (br: O Melhor da Vida) é um filme estadunidense de 1930, do gênero comédia romântica, dirigido por Harry d'Abbadie d'Arrast. Contrariando a teoria de que os primeiros filmes sonoros seriam rígidos e monótonos, Laughter é sofisticado e charmoso e, "revisto cinquenta anos depois, parece tão bom quanto se fosse novo"

## Sinopse
Peggy é uma dançarina do teatro de variedades que se casa com o milionário Morton, mas logo descobre que ele é muito aborrecido. Quando o pianista Paul, seu antigo amor, retorna de Paris, ela cai novamente em seus braços, pois ele é sempre engraçado e lhe devolve a magia do riso. Enquanto isso, sua enteada Marjorie se apaixona por Ralph, um escultor malandro à beira do suicídio.

## Elenco
| Ator/Atriz     | Personagem        |
| -------------- | ----------------- |
| Nancy Carroll  | Peggy Gibson      |
| Fredric March  | Paul Lockridge    |
| Frank Morgan   | C. Morton Gibson  |
| Glen Anders    | Ralph Le Sainte   |
| Diane Ellis    | Marjorie Gibson   |
| Ollie Burgoyne | Pearl             |
| Leonard Carey  | Benham, o mordomo |

## Principais prêmios e indicações
| Prêmio                          | Categoria(s) Indicada(s) | Categoria(s) Premiada(s) |
| ------------------------------- | ------------------------ | ------------------------ |
| Oscar (1930-1931)               | Roteiro Original         | ---                      |
| National Board of Review (1930) | ---                      | Melhor Filme             |